# Étang de Peyregrand

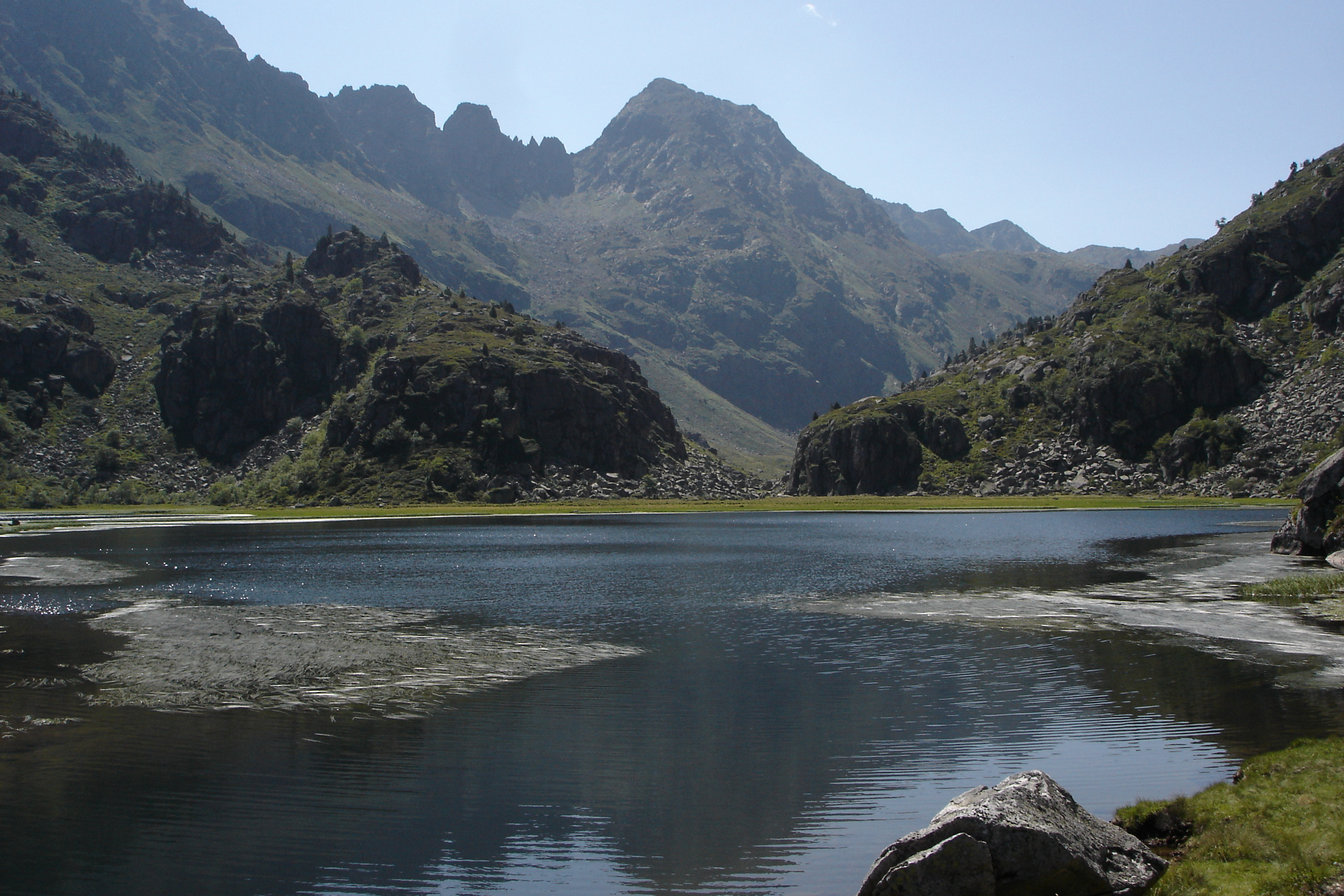
Le vallon de Peyregrand

L'étang de Peyregrand est un lac de montagne des Pyrénées situé en Ariège, à 1 898 mètres d'altitude. Peu profond (quatre à cinq mètres maximum), aux rives marécageuses, entouré par de grands herbiers immergés, il se situe sur le flanc est du pic des Redouneilles (2 485 m), dans le vallon qui conduit au port de Siguer, juste au-dessus de l'étang de Brouquenat-d'en-Haut.

## Géographie

### Topographie
Il est situé principalement sur la commune de Siguer et pour une petite partie Est sur la commune de Gestiès, dans la vallée de Siguer qui rejoint la vallée de Vicdessos.
À proximité, légèrement plus haut à l'ouest, se trouvent les étang des Redouneilles des vaches et des Redouneilles des brebis.

### Hydrographie
Alimenté par le ruisseau de Peyregrand, l'étang envoie une partie de ses eaux par une conduite souterraine vers le barrage de Gnioure (1 832 m, 76 ha, 28 Mm3). 

## Faune
D'une superficie d'environ 3 hectares, c'est un site prisé par les pêcheurs. On y observe truites fario, saumons des fontaines et vairons. De nombreux batraciens y ont également élu domicile.

## Randonnées
Il faut compter trois heures de marche pour atteindre le déversoir du lac de Peyregrand par le GRT 65, en partant du lieu-dit Bouychet (928 m), terminus de la route D124 dans le fond de la vallée de Siguer.